# ハルパゴフィツム属

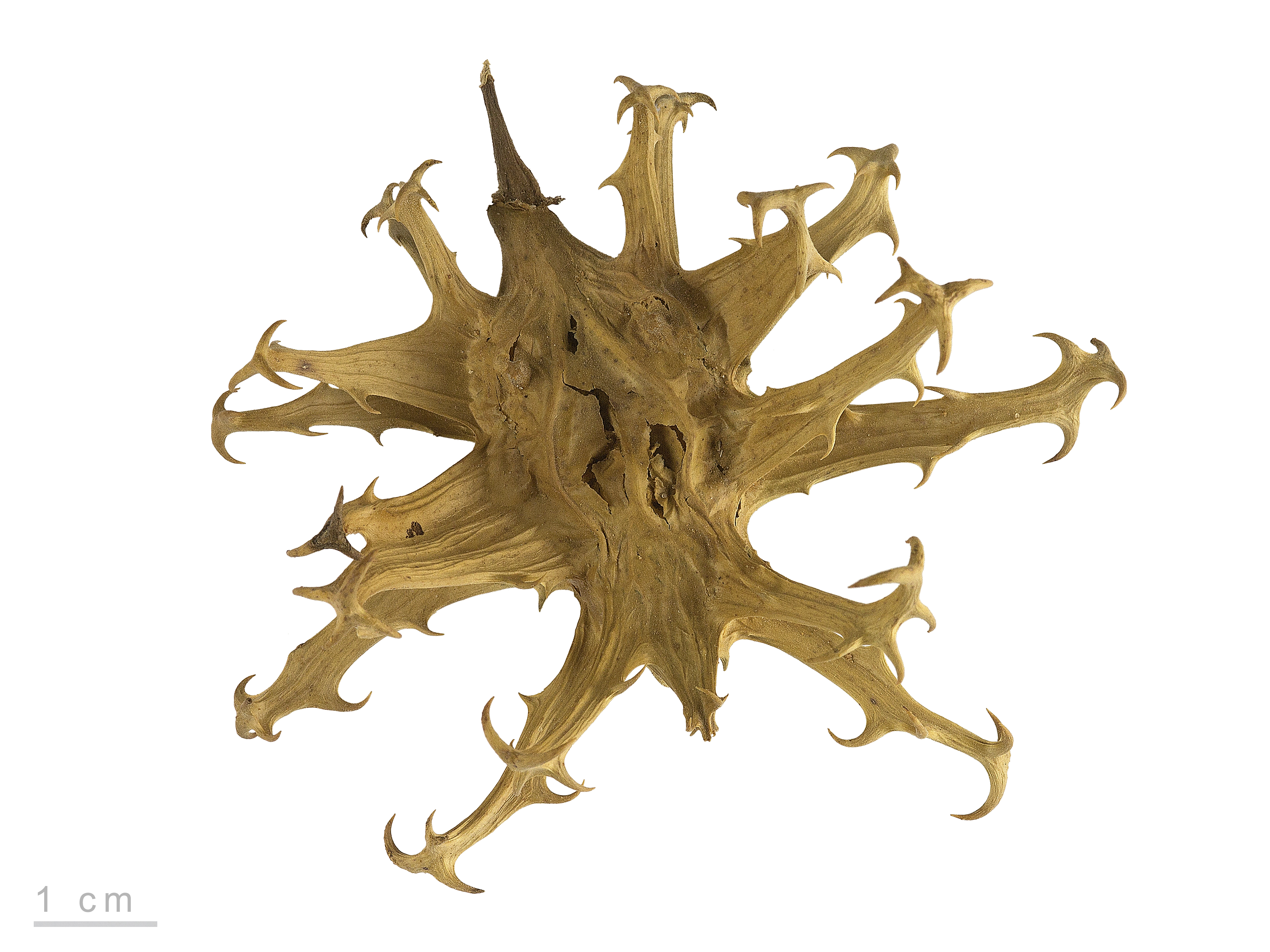
Harpagophytum procumbens

ハルパゴフィツム属（Harpagophytum、ハルパゴフィタム属とも）はゴマ科の多年生植物。

## 概要
南アフリカ、東アフリカに生育するゴマ科の多年草。紫か赤のラッパ型の花を付け、実には堅い2本の爪状の棘を持つ。その実が堅い2本の爪状の棘を持つその形状からデビルズクロウ（悪魔のかぎ爪）という俗名がついた。本属の他、ツノゴマ属やセイヨウイラクサも同じデビルズクロウの名で呼ぶことがある。

## 民間薬と研究
デビルズクロウの塊茎の民族的な植物の使用は、アフリカ南部で始まった。このハルパゴフィツム属のタイプ種であるH. Procumbens（ライオンゴロシ）はボツワナの花の紋章の1つで、さまざまな痛みの状態の治療に役立つと考えられている。この植物やその抽出物であるハルパゴシドなどは、抗炎症性のハーブ薬または栄養補助食品として民間療法及び植物療法で使用されている 。その有効性と生物学的な利用可能性について認められた臨床的証拠はないが、腰痛と変形性関節症の治療に対する限定的な効果が認められた。
臨床研究のコクランレビューでは、デビルズクロウはプラセボよりも腰痛を軽減するようにも思われるが、そのエビデンスは中程度の効果であると指摘されている。

## 副作用
副作用や抗炎症薬との薬物相互作用が発生する可能性があり、妊娠や心血管疾患などのさまざまな状態には注意が必要である。デビルズクロウは下痢を引き起こし、チクロピジンとワルファリンの作用を妨げる可能性がある 。